# Pinanga palustris
Pinanga palustris là loài thực vật có hoa thuộc họ Arecaceae. Loài này được Kiew miêu tả khoa học đầu tiên năm 1998.